# Prelude to the Millennium
Prelude to the Millennium: Essentials of Symphony – kompilacja utworów grupy Symphony X. Zawiera ona najlepsze nagrania z pierwszych czterech płyt studyjnych, ale nie znalazła się na niej żadna kompozycja w wersji oryginalnej z pierwszego albumu grupy 'Symphony X'. Jednak utwór Masquerade z pierwszej płyty ukazał się w wersji z obecnym wokalistą Russellem Allenem.

## Twórcy
- Sir Russell Allen - śpiew
- Michael Romeo - gitara elektryczna
- Michael Pinnella - instrumenty klawiszowe
- Thomas Miller - gitara basowa
- Jason Rullo - perkusja
- Tom Walling - perkusja

## Lista utworów
1. "Masquerade '98" – 6:01
2. "A Winter's Dream" - Prelude (Part I) – 3:03
3. "The Damnation Game" – 4:32
4. "Dressed to Kill" – 4:44
5. "Of Sins and Shadows" – 4:56
6. "Sea of Lies" – 4:18
7. "Out of the Ashes" – 3:39
8. "The Divine Wings of Tragedy" – 20:41
9. "Candlelight Fantasia" – 6:42
10. "Smoke and Mirrors" – 4:58
11. "Through the Looking Glass" (Part I, II, III) – 13:04